# Clypeasta suturalis
Clypeasta suturalis är en skalbaggsart som beskrevs av Dewailly 1950. Clypeasta suturalis ingår i släktet Clypeasta och familjen Melolonthidae. Inga underarter finns listade i Catalogue of Life.